# Kim Kyong-hui
Kim Kyong-hui, född 30 maj 1946 i Pyongyang, är en nordkoreansk general och politiker. Hon är dotter till Nordkoreas förste diktator Kim Il-sung och Kim Jong-suk, syster till den förre diktatorn Kim Jong-il, och faster till Kim Jong-Un. Hon är direktör för Nordkoreanska Arbetarpartiets Departement För Lätt Industri sedan 1988. Hon var gift med Chang Song-taek tills han avrättades 2013.

## Bakgrund
Kim Kyong-hui var under Koreakriget evakuerad till Kina tillsammans med sin bror Kim Jong-il. Hon studerade politisk ekonomi vid Kim Il Sung-universitetet 1963, Kim Il-sungs Partihögskola 1966 och Moskvauniversitetet 1968. Hon mötte Chang Song-taek under sin tid vid Kim Il-sung-universitet och paret gifte sig 1972, efter att hennes familj enligt uppgift först ska ha motsatt sig relationen.

## Tidig karriär
Kim Kyong-hui blev 1971 medlem i Koreanska Demokratiska Kvinnors Union. Hon blev 1975 vice direktör för Koreanska Arbetarpartiets Departement För Internationella Allianser och 1976 första vice direktör. Detta var under en tidpunkt då Nordkorea etablerade diplomatisk kontakt med icke kommunistiska länder, och det var då hennes uppgift att utse diplomater. 
1988 blev hon medlem i Centralkommittén och direktör för Departementet För Lätt Industri. 1990 blev hon ledamot i Högsta Folkförsamlingen. Hon spelade en viktig roll då hon ledde Inspektionsdepartementet För Ekonomisk Politik, samt Departementet För Lätt Industri under tiden efter Kim Il-sungs död 1994. Som direktör för Departementet För Lätt Industri ger henne stort inflytande över den ekonomiska politiken. 2010 öppnade hon den första hamburgerbaren i Pyongyang.

## Senare karriär
Kim Kyong-hui liksom maken försvann plötsligt från offentligheten 2003. Maken upphöjdes återigen 2007, men Kim Kyong-hui återkom inte i offentligheten förrän 2009. Efter sin återkomst till offentligheten 2009 spelade Kim Kyong-hui en framträdande roll, åtföljde brodern på inspektionsturer och närvarade vid offentliga ceremonier. Den 27 september 2010 utnämndes hon till general jämsides med brorsonen Kim Jong-un, och tre dagar senare blev hon medlem av partiets centrala organ, politbyrån. 
Kim Kyong-hui rapporteras tillhöra de mest inflytelserika makthavarna i Nordkorea. Hon ska ha fungerat som Kim Jong-ils personliga adjutant. Hon upprätthåller personliga kontakter med president Kim Yong-nam, partisekretetarna Choe Thae-bok och Kim Ki Nam och direktör Kim Yang-gon.

## Släktträd
|                |                |                |                |                |                |              |              |              |              |              |              |              |              |              |              |              |              |             |             |               |               |               |               |               |               |             |             |             |             |              |              |              |              | Kim Hyŏng-jik | Kim Hyŏng-jik | Kim Hyŏng-jik | Kim Hyŏng-jik | Kim Hyŏng-jik | Kim Hyŏng-jik |               |               | Kang Pan-sŏk  | Kang Pan-sŏk  | Kang Pan-sŏk  | Kang Pan-sŏk  | Kang Pan-sŏk | Kang Pan-sŏk |                 |                 |                 |                 |                 |                 |             |             |              |              |              |              |              |              |
|                |                |                |                |                |                |              |              |              |              |              |              |              |              |              |              |              |              |             |             |               |               |               |               |               |               |             |             |             |             |              |              |              |              | Kim Hyŏng-jik | Kim Hyŏng-jik | Kim Hyŏng-jik | Kim Hyŏng-jik | Kim Hyŏng-jik | Kim Hyŏng-jik |               |               | Kang Pan-sŏk  | Kang Pan-sŏk  | Kang Pan-sŏk  | Kang Pan-sŏk  | Kang Pan-sŏk | Kang Pan-sŏk |                 |                 |                 |                 |                 |                 |             |             |              |              |              |              |              |              |
|                |                |                |                |                |                |              |              |              |              |              |              |              |              |              |              |              |              |             |             |               |               |               |               |               |               |             |             |             |             |              |              |              |              |               |               |               |               |               |               |               |               |               |               |               |               |              |              |                 |                 |                 |                 |                 |                 |             |             |              |              |              |              |              |              |
|                |                |                |                |                |                |              |              |              |              |              |              |              |              |              |              |              |              |             |             |               |               |               |               |               |               |             |             |             |             |              |              |              |              |               |               |               |               |               |               |               |               |               |               |               |               |              |              |                 |                 |                 |                 |                 |                 |             |             |              |              |              |              |              |              |
|                |                |                |                |                |                |              |              |              |              |              |              |              |              |              |              |              |              |             |             |               |               |               |               |               |               |             |             |             |             | Kim Jong-suk | Kim Jong-suk | Kim Jong-suk | Kim Jong-suk | Kim Jong-suk  | Kim Jong-suk  |               |               | Kim Il-sung   | Kim Il-sung   | Kim Il-sung   | Kim Il-sung   | Kim Il-sung   | Kim Il-sung   |               |               | Kim Sŏng-ae  | Kim Sŏng-ae  | Kim Sŏng-ae     | Kim Sŏng-ae     | Kim Sŏng-ae     | Kim Sŏng-ae     |                 |                 | Kim Yong-ju | Kim Yong-ju | Kim Yong-ju  | Kim Yong-ju  | Kim Yong-ju  | Kim Yong-ju  |              |              |
|                |                |                |                |                |                |              |              |              |              |              |              |              |              |              |              |              |              |             |             |               |               |               |               |               |               |             |             |             |             | Kim Jong-suk | Kim Jong-suk | Kim Jong-suk | Kim Jong-suk | Kim Jong-suk  | Kim Jong-suk  |               |               | Kim Il-sung   | Kim Il-sung   | Kim Il-sung   | Kim Il-sung   | Kim Il-sung   | Kim Il-sung   |               |               | Kim Sŏng-ae  | Kim Sŏng-ae  | Kim Sŏng-ae     | Kim Sŏng-ae     | Kim Sŏng-ae     | Kim Sŏng-ae     |                 |                 | Kim Yong-ju | Kim Yong-ju | Kim Yong-ju  | Kim Yong-ju  | Kim Yong-ju  | Kim Yong-ju  |              |              |
|                |                |                |                |                |                |              |              |              |              |              |              |              |              |              |              |              |              |             |             |               |               |               |               |               |               |             |             |             |             |              |              |              |              |               |               |               |               |               |               |               |               |               |               |               |               |              |              |                 |                 |                 |                 |                 |                 |             |             |              |              |              |              |              |              |
|                |                |                |                |                |                |              |              |              |              |              |              |              |              |              |              |              |              |             |             |               |               |               |               |               |               |             |             |             |             |              |              |              |              |               |               |               |               |               |               |               |               |               |               |               |               |              |              |                 |                 |                 |                 |                 |                 |             |             |              |              |              |              |              |              |
|                |                |                |                |                |                |              |              |              |              |              |              |              |              |              |              |              |              |             |             |               |               |               |               |               |               |             |             |             |             |              |              |              |              |               |               |               |               |               |               |               |               |               |               |               |               |              |              |                 |                 |                 |                 |                 |                 |             |             |              |              |              |              |              |              |
|                |                |                |                |                |                |              |              |              |              |              |              |              |              |              |              |              |              |             |             |               |               |               |               |               |               |             |             |             |             |              |              |              |              |               |               |               |               |               |               |               |               |               |               |               |               |              |              |                 |                 |                 |                 |                 |                 |             |             |              |              |              |              |              |              |
| Kim Young-sook | Kim Young-sook | Kim Young-sook | Kim Young-sook | Kim Young-sook | Kim Young-sook |              |              | Song Hye-rim | Song Hye-rim | Song Hye-rim | Song Hye-rim | Song Hye-rim | Song Hye-rim |              |              | Kim Jong-il  | Kim Jong-il  | Kim Jong-il | Kim Jong-il | Kim Jong-il   | Kim Jong-il   |               |               | Ko Yong-hui   | Ko Yong-hui   | Ko Yong-hui | Ko Yong-hui | Ko Yong-hui | Ko Yong-hui |              |              | Kim Ok       | Kim Ok       | Kim Ok        | Kim Ok        | Kim Ok        | Kim Ok        |               |               | Kim Kyong-hui | Kim Kyong-hui | Kim Kyong-hui | Kim Kyong-hui | Kim Kyong-hui | Kim Kyong-hui |              |              | Jang Song-thaek | Jang Song-thaek | Jang Song-thaek | Jang Song-thaek | Jang Song-thaek | Jang Song-thaek |             |             | Kim Pyong-il | Kim Pyong-il | Kim Pyong-il | Kim Pyong-il | Kim Pyong-il | Kim Pyong-il |
| Kim Young-sook | Kim Young-sook | Kim Young-sook | Kim Young-sook | Kim Young-sook | Kim Young-sook |              |              | Song Hye-rim | Song Hye-rim | Song Hye-rim | Song Hye-rim | Song Hye-rim | Song Hye-rim |              |              | Kim Jong-il  | Kim Jong-il  | Kim Jong-il | Kim Jong-il | Kim Jong-il   | Kim Jong-il   |               |               | Ko Yong-hui   | Ko Yong-hui   | Ko Yong-hui | Ko Yong-hui | Ko Yong-hui | Ko Yong-hui |              |              | Kim Ok       | Kim Ok       | Kim Ok        | Kim Ok        | Kim Ok        | Kim Ok        |               |               | Kim Kyong-hui | Kim Kyong-hui | Kim Kyong-hui | Kim Kyong-hui | Kim Kyong-hui | Kim Kyong-hui |              |              | Jang Song-thaek | Jang Song-thaek | Jang Song-thaek | Jang Song-thaek | Jang Song-thaek | Jang Song-thaek |             |             | Kim Pyong-il | Kim Pyong-il | Kim Pyong-il | Kim Pyong-il | Kim Pyong-il | Kim Pyong-il |
|                |                |                |                |                |                |              |              |              |              |              |              |              |              |              |              |              |              |             |             |               |               |               |               |               |               |             |             |             |             |              |              |              |              |               |               |               |               |               |               |               |               |               |               |               |               |              |              |                 |                 |                 |                 |                 |                 |             |             |              |              |              |              |              |              |
|                |                |                |                |                |                |              |              |              |              |              |              |              |              |              |              |              |              |             |             |               |               |               |               |               |               |             |             |             |             |              |              |              |              |               |               |               |               |               |               |               |               |               |               |               |               |              |              |                 |                 |                 |                 |                 |                 |             |             |              |              |              |              |              |              |
|                |                |                |                | Kim Sul-Song   | Kim Sul-Song   | Kim Sul-Song | Kim Sul-Song | Kim Sul-Song | Kim Sul-Song |              |              | Kim Jong-nam | Kim Jong-nam | Kim Jong-nam | Kim Jong-nam | Kim Jong-nam | Kim Jong-nam |             |             | Kim Jong-chul | Kim Jong-chul | Kim Jong-chul | Kim Jong-chul | Kim Jong-chul | Kim Jong-chul |             |             | Kim Jong-un | Kim Jong-un | Kim Jong-un  | Kim Jong-un  | Kim Jong-un  | Kim Jong-un  |               |               | Kim Yo-jong   | Kim Yo-jong   | Kim Yo-jong   | Kim Yo-jong   | Kim Yo-jong   | Kim Yo-jong   |               |               |               |               |              |              |                 |                 |                 |                 |                 |                 |             |             |              |              |              |              |              |              |
|                |                |                |                | Kim Sul-Song   | Kim Sul-Song   | Kim Sul-Song | Kim Sul-Song | Kim Sul-Song | Kim Sul-Song |              |              | Kim Jong-nam | Kim Jong-nam | Kim Jong-nam | Kim Jong-nam | Kim Jong-nam | Kim Jong-nam |             |             | Kim Jong-chul | Kim Jong-chul | Kim Jong-chul | Kim Jong-chul | Kim Jong-chul | Kim Jong-chul |             |             | Kim Jong-un | Kim Jong-un | Kim Jong-un  | Kim Jong-un  | Kim Jong-un  | Kim Jong-un  |               |               | Kim Yo-jong   | Kim Yo-jong   | Kim Yo-jong   | Kim Yo-jong   | Kim Yo-jong   | Kim Yo-jong   |               |               |               |               |              |              |                 |                 |                 |                 |                 |                 |             |             |              |              |              |              |              |              |
|                |                |                |                |                |                |              |              |              |              |              |              | Kim Han-sol  |              |              |              |              |              |             |             |               |               |               |               |               |               |             |             |             |             |              |              |              |              |               |               |               |               |               |               |               |               |               |               |               |               |              |              |                 |                 |                 |                 |                 |                 |             |             |              |              |              |              |              |              |